# Parafia Świętej Rodziny w Lubieszowie
Parafia Świętej Rodziny w Lubieszowie – parafia rzymskokatolicka, terytorialnie i administracyjnie należąca do diecezji zielonogórsko-gorzowskiej, do dekanatu Nowa Sól. 

## Historia
Parafia została erygowana 1 sierpnia 2012 roku. Wcześniej Lubieszów należał do parafii Św. Józefa Rzemieślnika w Nowej Soli. W 1990 roku z inicjatywy tamtejszego proboszcza ks. Józefa Kocoła rozpoczęto starania o budowę kościoła w Lubieszowie. Kościół wraz plebania zbudowano w latach 2000–2006. 
W parafii posługują księża diecezjalni.

## Zasięg
Do parafii należą wierni z miejscowości : Lelechów, Lubieszów, Rudno, Stary Staw, Studzieniec, Wrociszów.

## Proboszczowie
- ks. Stanisław Przychodni (2012–2020)[1]
- ks. Robert Tomalka (2020– )[1]